# Arne Maier
Arne Maier (Ludwigsfelde, 8 de enero de 1999) es un futbolista alemán. Juega de centrocampista y su equipo es el F. C. Augsburgo de la Bundesliga.

## Biografía
Tras formarse como futbolista en el Ludwigsfelder FC, en 2007 pasó a la disciplina del Hertha Berlín. Allí empezó a subir de categoría hasta que en 2017 debutó con el segundo equipo. En esa misma temporada, el 13 de mayo de 2017 debutó con el primer equipo, haciendo su debut como profesional en un encuentro de la Bundesliga contra el SV Darmstadt 98. Desde la siguiente temporada formó parte del primer equipo hasta que en octubre de 2020 fue cedido al Arminia Bielefeld. El curso siguiente también se marchó a préstamo, siendo el F. C. Augsburgo su destino. Se acabó quedando una vez finalizó la cesión después de firmar un contrato hasta junio de 2025 con la opción de ampliarlo un año más.

## Clubes
| Club                       | País     | Año       | Partidos | Goles |
| -------------------------- | -------- | --------- | -------- | ----- |
| Hertha Berlín II           | Alemania | 2017      | 8        | 0     |
| Hertha Berlín              | Alemania | 2017-2020 | 66       | 0     |
| Arminia Bielefeld (cedido) | Alemania | 2020-2021 | 16       | 0     |
| F. C. Augsburgo            | Alemania | 2021-     | 117      | 10    |

## Palmarés

### Títulos internacionales
| Título          | Club (*)        | Sede                | Año  |
| --------------- | --------------- | ------------------- | ---- |
| Eurocopa Sub-21 | Alemania sub-21 | Hungría · Eslovenia | 2021 |

(*) Incluyendo la selección.